# Hormius amus
Hormius amus är en stekelart som beskrevs av Papp 1990. Hormius amus ingår i släktet Hormius och familjen bracksteklar. Inga underarter finns listade i Catalogue of Life.